# Бути, Фредерик Уильям
Фредерик Уильям Бути (англ. Frederick William Booty; ок. 1840—1924) — художник, живший в Брайтоне (Англия), автор первых на английском языке каталога почтовых марок «Aids to Stamp Collectors» («Помощник коллекционера марок») и иллюстрированного каталога почтовых марок «The Stamp Collector’s Guide» («Проводник коллекционера марок»)[≡].

## Карьера художника

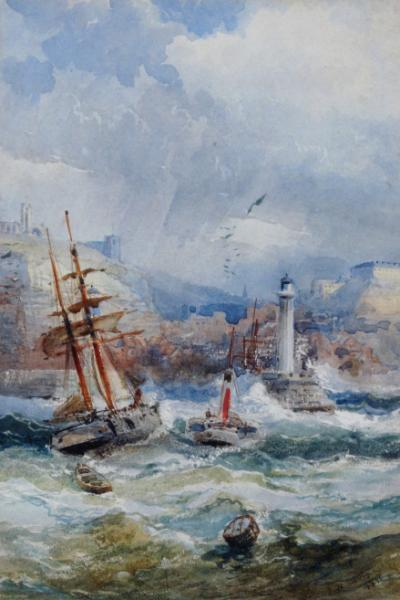

Известно, что в 1893 году Фредерик Уильям Бути получил учёную степень магистра искусств Кембриджского университета.
Пейзажные акварели Бути по-прежнему регулярно появляются на художественных аукционах в Великобритании. Хотя вначале его произведения основывались на видах Брайтона, на более поздних картинах, в основном, изображены ландшафты Йоркшира и Хамберсайда, в том числе Халл и порты Скарборо и Уитби[≡]. Виды гаваней были популярной темой среди работ Бути. Он также рисовал панорамы Йоркшира и павлинов в Хэддон-Холле (Дербишир).

## Вклад в филателию
В апреле 1862 года, когда Бути было двадцать с небольшим лет, он опубликовал первое каталожное издание, которое перечисляло почтовые марки Великобритании и других стран начиная с 1840 года[≡]. Это случилось всего лишь за несколько недель до того, как Маунт Браун выпустил свой более успешный труд. Каталог был частично основан на изданиях, выпущенных чуть ранее в Бельгии и Франции.
Позднее в 1862 году Бути также первым в Англии издал иллюстрированный каталог[≡]. Это издание описывало 1100 почтовых марок, и Бути сам нарисовал все иллюстрации[≡][≡]. По имеющимся сведениям, при составлении каталога он использовал полмиллиона почтовых марок.

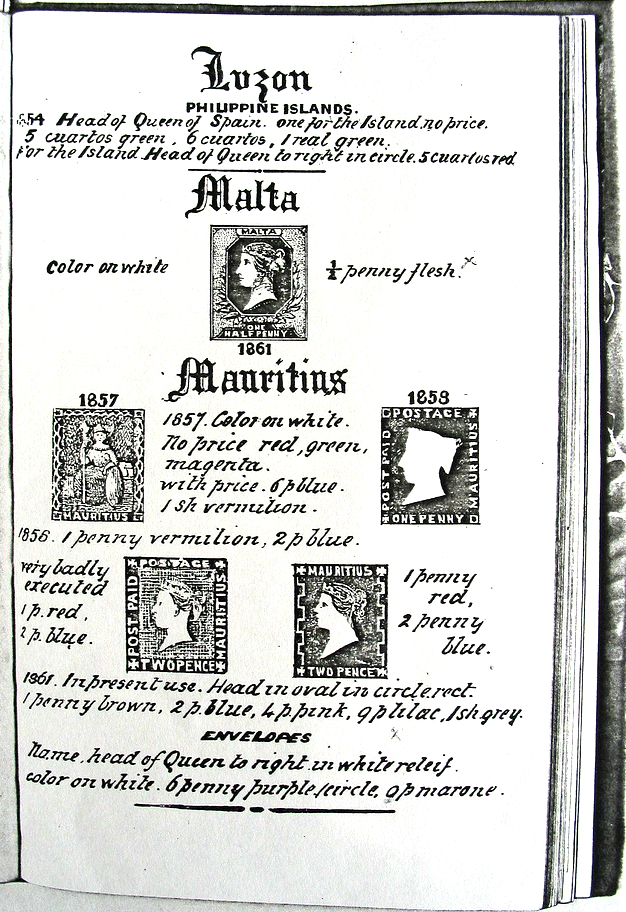

В 1862 году Бути также сотрудничал с журналом «Monthly Advertiser» («Мансли Эдвертайзер»), который публиковала компания «Эдвард Мур и Ко.» (Edward Moore & Co.).
Как представляется, издание указанных каталогов было коммерческим предприятием, призванным извлечь выгоду из художественного мастерства Бути, поскольку нет свидетельств того, что он был филателистом. Однако польские авторы О. Гросс и К. Грыжевский называют Фредерика Бути «среди первых филателистов в Англии», наряду с Маунтом Брауном.

## Избранные труды
- Aids to Stamp Collectors, being a list of British and Foreign Postage Stamps in Circulation since 1840 — by a Stamp Collector. 1862 (April). [2nd edn. — 1862.] (англ.) [«Пособие для коллекционеров марок, представляющее собой список британских и иностранных почтовых марок, находившихся в обращении с 1840 года — от коллекционера марок».][^]
- The Stamp Collector’s Guide; being a list of English and Foreign Postage Stamps, with 200 fac-simile drawings. — 1st edn. — Brighton, UK: H.& C. Treacher & London: Hamilton, Adams & Co., 1862. (англ.) [«Справочник коллекционера почтовых марок, представляющий собой список английских и иностранных почтовых марок, с 200 факсимильными рисунками».][^][≡]